# Liste der Monuments historiques in Saint-Yon
Die Liste der Monuments historiques in Saint-Yon führt die Monuments historiques in der französischen Gemeinde Saint-Yon auf.

## Liste der Bauwerke
| Bezeichnung                               | Beschreibung | Standort | Kennzeichnung | Schutzstatus | Datum | Bild |
| ----------------------------------------- | ------------ | -------- | ------------- | ------------ | ----- | ---- |
| Kirche St-Yon                             |              | (Lage)   | PA00088014    | Inscrit      | 1948  |      |
| Léproserie de la Madeleine (Leprosenhaus) |              | (Lage)   | PA00088015    | Inscrit      | 1979  |      |

## Liste der Objekte
- Monuments historiques (Objekte) in Saint-Yon der Base Palissy des französischen Kultusministeriums